# 220 Central Park South
220 Central Park South är en skyskrapa som ligger i stadsdelen Billionaires' Row på Manhattan i New York, New York i USA.
Byggnaden uppfördes mellan 2014 och 2019 för en kostnad på omkring 1,3 miljarder amerikanska dollar. Fastigheten är byggd för att ha bostäder. Den är 290,17 meter hög och har 70 våningar.